# Dendryphantinae
Sous-famille
Les Dendryphantinae sont une sous-famille d'araignées de la famille des Salticidae.

## Liste des genres
- Dendryphantini
  - Anicius Chamberlin, 1925
  - Ashtabula Peckham & Peckham, 1894
  - Avitus Peckham & Peckham, 1896
  - Bagheera Peckham & Peckham, 1896
  - Beata Peckham & Peckham, 1895
  - Bellota Peckham & Peckham, 1892
  - Bryantella Chickering, 1946
  - Cerionesta Simon, 1901
  - Chirothecia Taczanowski, 1878
  - Dendryphantes C. L. Koch, 1837
  - Empanda Simon, 1903
  - Eris C. L. Koch, 1846
  - Gastromicans Mello-Leitão, 1917
  - Ghelna Maddison, 1996
  - Hentzia Marx, 1883
  - Lurio Simon, 1901
  - Macaroeris Wunderlich, 1992
  - Mburuvicha Scioscia, 1993
  - Metaphidippus F. O. Pickard-Cambridge, 1901
  - Osericta Simon, 1901
  - Paradamoetas Peckham & Peckham, 1885
  - Paramarpissa F. O. Pickard-Cambridge, 1901
  - Paraphidippus F. O. Pickard-Cambridge, 1901
  - Parnaenus Peckham & Peckham, 1896
  - Pelegrina Franganillo, 1930
  - Phanias F. O. Pickard-Cambridge, 1901
  - Phidippus C. L. Koch, 1846
  - Sassacus Peckham & Peckham, 1895
  - Sebastira Simon, 1901
  - Selimus Peckham & Peckham, 1901
  - Semora Peckham & Peckham, 1892
  - Semorina Simon, 1901
  - Terralonus Maddison, 1996
  - Thammaca Simon, 1902
  - Tulpius Peckham & Peckham, 1896
  - Tutelina Simon, 1901
  - Tuvaphantes Logunov, 1993
- Donaldiini
  - Donaldius Chickering, 1946
- Rhenini
  - Agassa Simon, 1901
  - Alcmena C. L. Koch, 1846
  - Homalattus White, 1841
  - Napoca Simon, 1901
  - Rhene Thorell, 1869
  - Romitia Caporiacco, 1947
  - Tacuna Peckham & Peckham, 1901
  - Zeuxippus Thorell, 1891
- Rudrini
  - Mabellina Chickering, 1946
  - Nagaina Peckham & Peckham, 1896
  - Poultonella Peckham & Peckham, 1909
  - Pseudomaevia Rainbow, 1920
  - Rudra Peckham & Peckham, 1885
- Zygoballini
  - Messua Peckham & Peckham, 1896
  - Rhetenor Simon, 1902
  - Zygoballus Peckham & Peckham, 1885

## Référence
- Menge, 1879 : Preussische Spinnen. X. Fortsetzung. Schriften der Naturforschenden Gesellschaft in Danzig, vol. 4, p. 495-560.